# コフマン・エンジンスターター
コフマン・エンジンスターター（Coffman engine starter 、又は「ショットガン・スターター」として知られる）は、レシプロエンジンを搭載した航空機や1930年代と1940年代の軍用車両で主に使用されたエンジンの始動方法である。
コフマン式は最も一般的なブランド（もう一つは「ブリーズ・カートリッジ式」：Breeze cartridge system）であり、コフマンの特許の下で生産された。星型エンジンを搭載する米軍のほとんどの航空機と戦車がこの方式を採用していた。同様に英国のスーパーマリン スピットファイア機がロールス・ロイス マーリン エンジンを始動するためにコフマン方式を使用していた。ホーカー タイフーン機もネイピア セイバー エンジンの始動に同方式を採用していた。
コフマン・エンジンスターターから派生したものは、イングリッシュ・エレクトリック キャンベラやホーカー ハンターが搭載していたロールス・ロイス エイボンを含む数多くのターボジェットエンジンで使用された。

## 構造

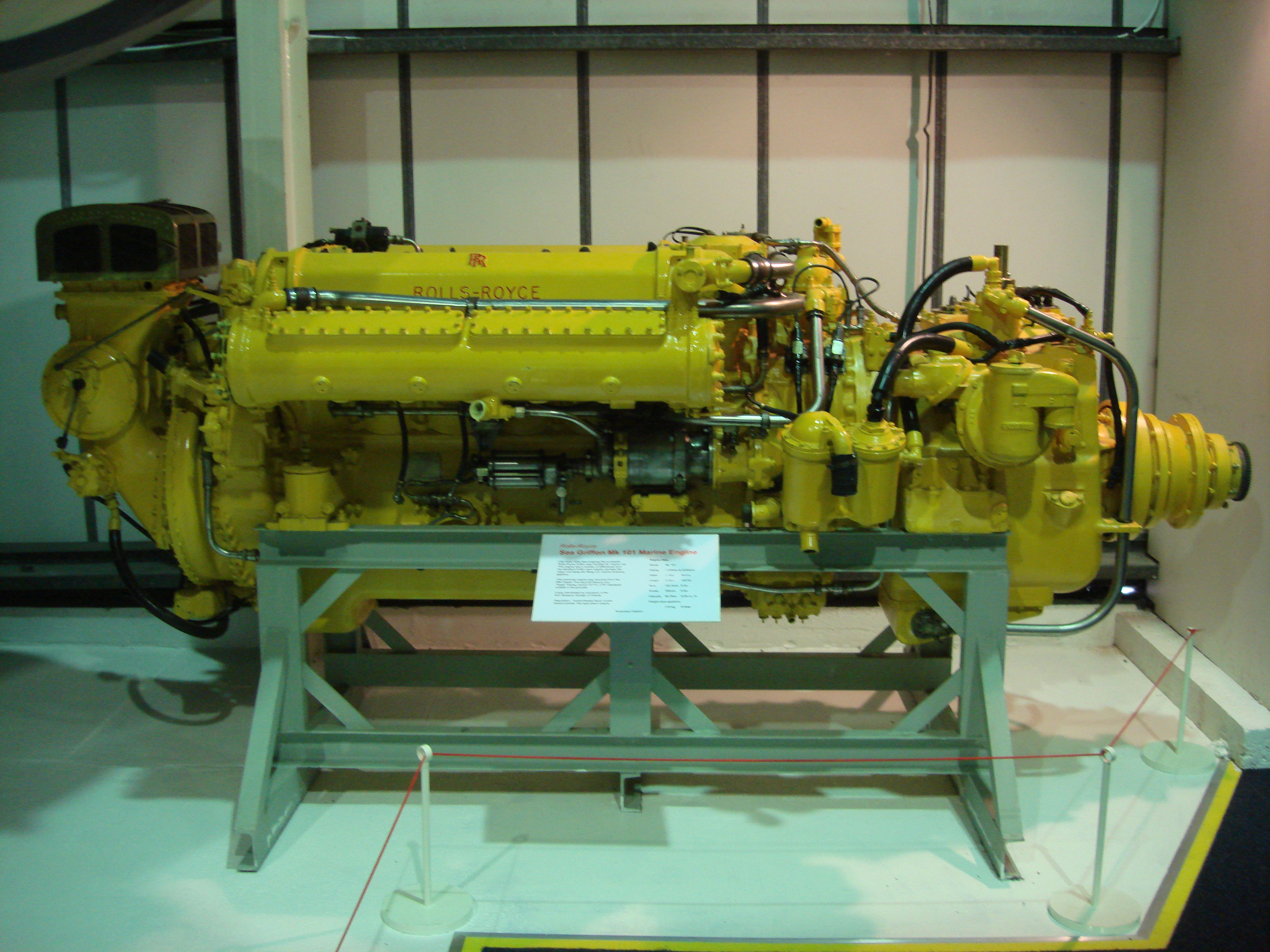
コフマン・エンジンスターター（中央の銀色の装置）を装備したロールス・ロイス グリフォン。左側がカートリッジを装填する部分、右側がスターター本体。

コルダイトを封入した大型の空包を使用するコフマン装置は着火するとピストンを前方へ押し出す。ピストンにより回されたネジ山がエンジンと噛み合い始動させる。
これはフィールドマーシャル製農業用ディーゼルエンジンのように直接エンジンのピストンを押し下げて始動させる方式のカートリッジ式スターターとは対照的である。
この時期に使用されていたその他の方式には、電気モーター式（現在の自動車で使用されているような）のイナーシャ・スターター（手動か電気モーターで回す）と作動方法はコフマン式と非常に似ているが圧縮空気タンクにより作動する圧縮空気式スターターがあった。
ショットガン・スターターは、モーターに繋がる銃身の役割をする短い鋼管とそれに接続された銃尾（この中にカートリッジを装填する）で構成されている。空包のカートリッジを銃尾に装填し、電気的あるいは機械的にこれを撃発する。点火装置のスイッチが入れられカートリッジが発火すると、高速で高圧のガス（~600 ft/sで~1000 psi）が管の中を走りモーターを回転させ、クランクシャフトに装着されているエンジンのスターターリングと噛み合う。
カートリッジ式が電気モーター式よりも優位であるのは、当時のバッテリーが脆弱で信頼性に欠けていたためである。電気モーター式スターターを装備した航空機は電源車やジャンプ・コードを必要とするか、又は大きく重いバッテリーを機内に搭載しなければならなかった。イナーシャ・スターターは、通常は真鍮製の弾み車を使用しており、手動のクランク棒か電気モーターでこれを回すことで弾み車がスターターリングを回転させた。コフマン方式は、これらよりも軽量で済んだ。
ショットガン・スターターの主な弱点はカートリッジの予備を確保しておかなければならないことである。始動しようとする度に1発を使用し、カートリッジによりモーターが回されるのは短い時間でしかない。モーターを同じように使う圧縮空気式スターターでは、通常エンジンで駆動されるコンプレッサーにより再充填されるためカートリッジを携行する必要は無いが、余分な機器としてコンプレッサーと空気タンクを装備しなければならない。既存のスターターにカートリッジの銃尾か空気タンクを追加するだけで簡単にハイブリッド方式を構築することができる。
コフマン・エンジンスターターは1930年代半ばにはカートリッジ式スターターでは最も一般的なブランドであり、その名称は一般的な用語として使用された。現代の軍用車両用のディーゼルエンジンで今なおこの装置が使用されているものがあるが、バッテリー技術の発達はほとんどの分野でショットガン・スターターを時代遅れのものとした。

## 著名な使用例
このスターターは1965年の映画『飛べ!フェニックス』の中の重要な小物として有名になった。この映画では操縦士のフランク・タウンズ（ジェームズ・ステュアート）が即席で製作した航空機のエンジンを始動させるのに限られた数のカートリッジを使用している。（これは2004年の映画『フライト・オブ・フェニックス』の中でも描かれている）